# Vasiliy Kulkov
Vassiliy Sergeyevich Kulkov - em russo, Владимир Серге́евич Кульков (Moscou, 11 de junho de 1966 — 10 de outubro de 2020) foi um futebolista  russo.

## Carreira em clubes
Kulkov destacou-se, em 17 anos como jogador profissional, atuando por Spartak Moscou e Benfica. Jogou também por Dínamo Kashira, Krasnaya Presnya, Spartak Ordzhonikidze, Porto, Millwall (empréstimo), Zenit, Krylya Sovetov e Alverca.
Encerrou a carreira em 2001, aos 35 anos de idade, no Shatura, clube amador de seu país.

## Pós-aposentadoria
Encerrada a carreira de jogador, Kulkov trabalhou como auxiliar-técnico de Anatoliy Byshovets no Marítimo e também exerceu o cargo no Tom Tomsk.
Foi também assistente no Khimki e no Lokomotiv Moscou. Desde 2009, Kulkov é auxiliar-técnico na equipe reserva do Spartak.

## Seleções
Pela Seleção Soviética, Kulkov fez sua estreia em julho de 1989, contra a Alemanha Ocidental, mas não foi convocado por Valeriy Lobanovs'kyi para jogar a Copa de 1990. Pelo Exército Vermelho, jogou 20 partidas.
Em 1992, fez uma única partida pela Seleção da CEI, porém uma lesão o impediu de atuar na Eurocopa.
Chegou a ser pré-selecionado para jogar a Copa de 1994, porém considerou os métodos de Pavel Sadyrin ultrapassados e, juntamente com outros 6 atletas, exigiria sua demissão: Igor Shalimov (Inter de Milão), Igor Dobrovolskiy (Spartak Moscou), Sergey Kiryakov (Karlsruher), Andrey Ivanov (Spartak Moscou), Andrey Kanchelskis (Manchester United) e Igor Kolyvanov (Foggia). Eles também estariam descontentes com o dinheiro oferecido pela federação russa como prêmio pela classificação. Sem os "rebeldes", a Rússia caiu na primeira fase, apesar da goleada por 6 a 1 sobre Camarões, marcada pelos recordes de Oleg Salenko e Roger Milla.
Kulkov também perdeu a chance de defender seu país na Eurocopa de 1996, devido a uma lesão. Pela Seleção Russa, o volante atuou em 21 jogos e marcou 5 gols.

## Morte
Kulkov morreu em 10 de outubro de 2020.

## Títulos
- Campeonato Soviético: 1989
- Primeira Liga: 1993-94 e 1994-95
- Taça de Portugal: 1992-93